# Fallout Shelter
Fallout Shelter es un videojuego de tipo gratuito para móviles, perteneciente al género de simulación, desarrollado por Bethesda Game Studios, con la asistencia de la empresa Behaviour Interactive y publicado por Bethesda Softworks. Forma parte de la serie de videojuegos de Fallout. Fue lanzado en todo el mundo para dispositivos iOS el 14 de junio de 2015, para dispositivos Android el 13 de agosto de 2015 y para Microsoft Windows  el 29 de marzo de 2017. El objetivo del jugador es construir y gestionar su propio refugio nuclear.
El juego recaudó 5,1 millones de dólares en ventas a través de microtransacciones en las dos primeras semanas después del lanzamiento.

## Jugabilidad
En Fallout Shelter, los jugadores, como anteriormente se mencionó, construyen y gestionan su propio refugio en la piel de un Supervisor, el líder y coordinador del refugio. Los jugadores guían y dirigen a los llamados moradores del refugio, y tienen la necesidad de mantenerlos felices a través de la satisfacción de sus necesidades, como la energía, los alimentos y el agua. Rescatan a los habitantes del Yermo y pueden asignarlos a los distintos edificios para la generación de recursos en la bóveda, mediante el sistema S.P.E.C.I.A.L de estadísticas de los otros juegos de Fallout. El perfil especial de cada personaje afecta a su capacidad para generar diferentes recursos, y sus estadísticas se pueden aumentar mediante su capacitación en salas dedicadas a cada estadística. Los habitantes pueden subir de nivel con el tiempo y con ellos les aumenta la salud. Se les puede equipar armas, trajes y mascotas para que logren tener una mejor defensa, ataque y resistencia en las misiones o a la hora de defender el refugio. El número de habitantes se puede aumentar mediante la espera a que lleguen nuevos moradores del yermo o embarazando a las moradoras.
El equilibrio de los recursos como los alimentos, el agua y la energía es un aspecto importante del juego. Hay una buena variedad de salas que se pueden construir en el refugio, proporcionando diferentes objetos o bonificaciones de las estadísticas. Los jugadores no están obligados a esperar los tiempos de recolección, pueden optar por el Modo Exprés para conseguir instantáneamente los recursos pero esto si falla puede provocar incendios o plagas "Radroach" Los jugadores a veces obtienen con depósitos que contienen recompensas al azar, tales como artículos o recursos. Estos se pueden conseguir a través de microtransacciones o completando determinadas misiones.

## Desarrollo
En una entrevista de 2009 con Engadget, al hablar de un posible juego de Fallout para iOS, de Bethesda, Todd Howard dijo que el mundo de Fallout era "bastante único y que podría traducirse en cualquier plataforma", revelando que varios diseños de un juego de Fallout para IOS fueron planteados y rechazados. en el 5 de noviembre de 2009 John Carmack, que en ese momento trabajaba para id Software, dijo que si bien no había nada oficial todavía, y que de hecho tenía una prueba interna del concepto para un juego de Fallout para iPhone. Carmack dijo que probablemente estaría personalmente involucrado en hacer el juego, aunque en el momento en el que estaba trabajando en otros proyectos. Añadió que "por lo menos voy a estar proporcionando el código."
Fallout Shelter fue anunciado por Bethesda durante su rueda de prensa en la Electronic Entertainment Expo el 14 de junio de 2015, donde se confirmó el juego como un título free to play que se liberaría para iOS el mismo día. Fue desarrollado en asociación con Behaviour Interactive, y fue construido utilizando el motor de juego Unity. El juego fue lanzado también para dispositivos Android el 13 de agosto de 2015.
De acuerdo con Pete Hines, vicepresidente de Bethesda, el juego está inspirado en otros juegos de video como de Little Computer People, Progress Quest, XCOM, SimCity, y FTL: Faster Than Light.

### Actualizaciones
El 30 de junio de 2015, el juego añade a un personaje de Fallout 4 como un habitante por primera vez. Se añadió a Preston Garvey, el líder de la Commonwealth Minutemen, como recompensa disponible en una tartera, junto con su mosquete arma láser, que puede ser equipado en otros habitantes del Refugio. El 10 de julio de 2015, el juego recibió su primera actualización en la que se fijaron algunas cuestiones al tiempo que añade una nueva función de "Modo Foto" que permite a los jugadores hacer capturas y compartir imágenes de su refugio. el 13 de agosto, una actualización importante fue lanzado para la versión de iOS, junto con el lanzamiento de la versión para Android, añadiendo a las ratas topo y a los Sanguinarios (garras mortales) como nuevos enemigos. Asimismo, ha añadido una nueva característica, que los invasores ahora comenzarían a robar las tapas, en lugar de solo robar los recursos como antes, y un mayordomo robot que llamado "Señor Manitas" que solo está disponible a través de paquetes de almuerzo.
El 15 de octubre, el juego recibió la actualización 1.2 que añade, un modo de supervivencia, lengua rusa de apoyo y el Piper, un personaje de Fallout 4 disponible solo para la versión de iOS a través de paquetes de compra. La actualización añade una página de estadísticas, capacidades de saltar tutoriales y una nueva característica de juego, donde los habitantes pueden saquear los equipos de asaltantes muertos. Más tarde, en octubre, el juego recibió una actualización con temas de Halloween que añadió la temática de decoración de Halloween en la habitación y los trajes. La actualización elimina el límite introducido en la anterior actualización del número de habitantes que pueden ser enviadas para explorar el Yermo.
El 22 de noviembre, el juego recibió una actualización para el día de acción de gracias con sus temas añadidos. Le añade trajes de Acción de Gracias con temas y decoraciones. El 10 de diciembre, el juego recibió la actualización 1.3, que añade nuevas características como animales domésticos incluyendo a Albóndiga, la capacidad para desalojar a los habitantes del refugio, el poder vender la totalidad de funciones para la limpieza del inventario a la vez y las líneas de recolección y hacer conversaciones con un nuevo refugio de habitantes. La actualización también añade la nieve y la Navidad con temas de decoración navideños.

## Recepción
Fallout Shelter recibido críticas desde mixtas hasta positivas en su liberación, con un marcador global de 72% en GameRankings, basado en 25 críticas, y una puntuación de 71/100 en Metacritic, basado en 39 opiniones, para dispositivos iOS. En su lanzamiento posterior en Windows, recibió una nota de 63/100 en Metacritic.
Los colaboradores en general disfrutaron de la jugabilidad, aunque criticaron su falta de profundidad. Harry Slater de Pocket Gamer declaró: "No es exactamente el más emocionante juego post-apocalíptico de por ahí, pero si casual es su bolsa hay un montón de como aquí". Chris Carter de Destructoid escribió, "No lo quiero para jugarlo todos los días y siempre y para siempre, pero es definitivamente vale la pena el tiempo que invertí en él". Justin Davis, de IGN comentó: "Fallout Shelter es desesperadamente necesitado de un conjunto de metas de finales o los recursos se hunde en lo que aspirar a un desenlace".
Las imágenes también ganaron algún elogio. Daniel Tack de Game Informer resume los elementos visuales como "sabrosa en el icono del chico del refugio y su estética." Chris Carter señaló que "visualmente, Fallout Shelter es mucho más impresionante que la mayoría de los juegos de gestión de recursos en el mercado". Jason Faulkner de Gamezebo encontró los gráficos "impresionantes", escribiendo "no sólo son los pequeños habitantes lindos en el refugio presentan en agudo, Fallout estilo faithful, sino que el refugio en sí es bastante impresionante".
Los revisores tuvieron opiniones encontradas acerca de la inclusión en el juego de microtransacciones. Jeb Haught de Game Revolution opinó, "cuando agrego la ventaja de microtransacciones a la mezcla post apocalíptica, el resultado tiene un sabor amargo en la boca". Daniel Tack afirmó que "la opción de la tienda en efectivo en este juego free to play es completamente discreta e innecesaria". En contraste, Justin Davis dice que "prácticamente todos los demás elementos del juego deben ganarse a la antigua usanza móvil, simplemente esperando".
Fallout Shelter se convirtió en la aplicación más popular gratuita para iOS en los EE. UU. y el Reino Unido dentro de un día de su lanzamiento, y el más popular juego de iOS el 26 de junio de 2015.

### Ventas
En el día de su lanzamiento, Fallout Shelter se convirtió en el tercer juego con más alta recaudación en la App Store de iOS. El 16 de julio de 2015, el juego ganó 5,1 millones de dólares en ventas de microtransacción solo dos semanas después de su publicación.